# Maud Wagner
Maud Stevens, més tard adoptà el cognom de Wagner en casar-se amb el seu marit Gus Wagner, (febrer de 1877 – 30 de gener de 1961) va ser la primera dona tatuadora coneguda als Estats Units.

## Vida
Wagner va néixer el 1877, al comtat de Lió, Kansas, filla de David Van Buran Stevens i Sarah Jane McGee.
Wagner era una acròbata i contorsionista, que va treballar en nombrosos circs. Es va trobar amb Gus Wagner, un artista del tatuatge, que es descrivia com "l'home més artísticament marcat d'Amèrica" mentre viatjava amb circs i espectacles secundaris a l'Exposició Universal de Louisiana el 1904, on ella estava treballant com acròbata. Ella va intercanviar una cita romàntica amb ell, ja que van descobrir que a ambdós els agradaven els tatuatges. Diversos anys més tard es van casar. Junts van tenir una filla, Lotteva, que es va començar a tatuar a l'edat de nou anys i va passar a convertir-se en un artista de l'auto tatuatge.
Com aprenent del seu marit, Wagner va saber com fer tatuatges tradicionals i va esdevenir un auto tatuadora; en conjunt, els Wagner van ser dos dels artistes de tatuatges que treballaven a mà, sense ajuda de màquines modernes del tatuatge. Així va ser com Maud Wagner va passar a ser la primera artista del tatuatge femení coneguda dels Estats Units.
Després de deixar el circ, Maud i Gus Wagner van viatjar pels Estats Units, treballant tant com els artistes del tatuatge i "atraccions" tatuades a cases de vodevil i fires de poble. Se li atribueix haver introduït l'art del tatuatge interior, lluny de les ciutats costaneres i pobles on havia començat la pràctica.

## Mort
Maud Wagner va morir el 30 de gener de 1961 a Lawton, Oklahoma.